# كوكاتيل أبيض الوجه
كوكاتيل أبيض الوجه أو ببغاء الكروان أبيض الوجه، أو كوكاتيل ذو الوجه الأبيض،
(بالإنجليزية White-faced cockatiel أو White-faced cockatiel) 
 هي طفرة لونية ظهرت لأول مرة في الكوكاتيل المنزلي الأليف سنة 1964. يتميز بغياب اللون الأصفر من الريش والبقعة البرتقالية على الخدين.

## الصفات العامة
يعتبر هذا النوع طفرة جديدة نسبياً، تختلف ألون ريشه في هذا النوع، ولكن ما يجمعها ويميزها هو فقدان الصبغة الصفراء والبرتقالية من الخدين.

## التمييز بين الجنسين
في هذه الطفرة اللونية عند «كوكاتيل أبيض الوجه» يسهل التمييز بين الجنسين في الطيور البالغة عن طريق الخطوط الموجودة على ذيل الأنثى. وهو نادر مقارنة مع الأتواع، حيث أن هذا النوع ظهر لأول مرة في هولندا عام 1964م في الطيور المنزلية الأليفة، وظل نادرا إلى أواخر سبعينات القرن العشرين حينما عاود الظهور في ألمانيا. وفي السنوات الأخيرة تم تفريخ العديد من طيور كوكاتيل أبيض الوجه، حيث أصبحت إمكانية الحصول عليه في المنزل أمرا متاحا.
إضافة إلى الفروق العامة لطائر الكوكاتيل، فالذكر أكثر تحركا وتغريدا والأكثر اندماجا مع صاحبه. بينما الأنثى تبقى أكثر تحفظا من الذكر.

## أبيض الوجه بألوان مركبة
ينتج كوكاتيل أبيض الوجه بألوان مختلفة كلها تفتقد إلى البقعة الرمادية على الخدين، والإضافة إلى الألوان الأصلية ء والألوان الأكثر شيوعا باستثناس غياب اللون الأصفر المعروف عند "كوكاتيل اللوتينو"، يتمكم المربون من إنتاج طيور ذات ألوان مركبة في أجيال جديدة من حين لآخر، بفضل عملية الانتقاء في التزاوج. وتأتي هذه الطيور «كوكاتيل أبيض الوجه» ببعض الألوان الزاهية الجميلة، مثل اللون البني مصفر أرقط، والأرقط اللؤلؤي، والبني مصفر لؤلؤي، والبني مصفر مركب بالأرقط اللؤلؤي.
ومع تقدم الخبرة لدى الهواة والمربين، سيكون من المحتمل إنتاج أنواع إضافية من الألوان الزاهية الجديدة الناتجة عن عملية التزاوج المتلاحقة بين ألوان مختلفة، تنتج «كوكاتيل أبيض الوجه» من طفرات وراثية والألوان المركبة.

## احتمالات أخرى في تفريخات الكوكاتيل
وفي الوقت الراهن يركز المربون المحترفوت على الطفرات اللونية على فقدان أو تقليل الميلانين (صبغة داكنة).
ومن المحتمل جداً على المدى البعيد أن يؤدي تركيز الصبغة مستقبلاً، إلى إنتاج طائر ذو ريش أسود إلى حد ما دون بقعة برتقالية بصفات «كوكاتيل أبيض الوجه» الذي يتميز بغياب البقعة البرتقالية (مما سيطرح إشكالية التسمية المعتدة «كوكاتيل أبيض الوجه» White-faced cockatiel عندما سيظهر طائر من نفس النوع والصفات الوراثية المتميز بغياب البقعة البرتقالية من الخدين ولكن بريش أسود).
ومن الممكن ايضاً ان تكون الصبغة الخضراء موجودة لدى الكوكاتيل الطبيعي، كما يبدو من خلال ظهور اللون الأخضر الزيتوني في بعض المناطق بجسم الطائر، غير انه من المؤكد ان التجريب المستمر في طرق التوريث الجيني سوف يحقق بعض النتائج المذهلة في المستقبل.

## معرض صور لكوكاتيل أبيض الوجه

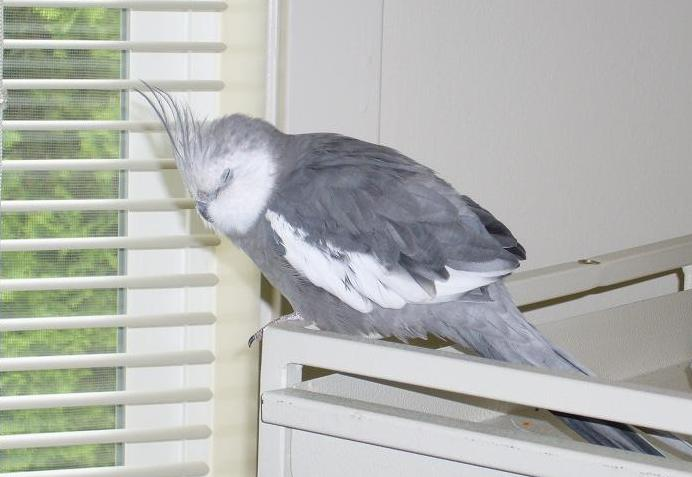
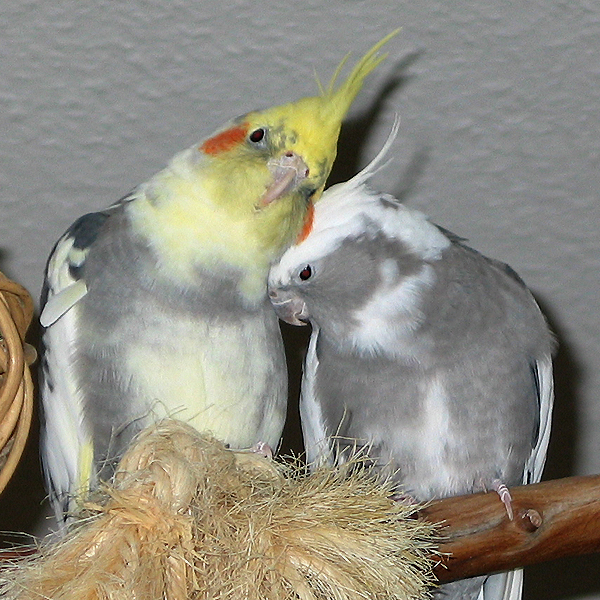
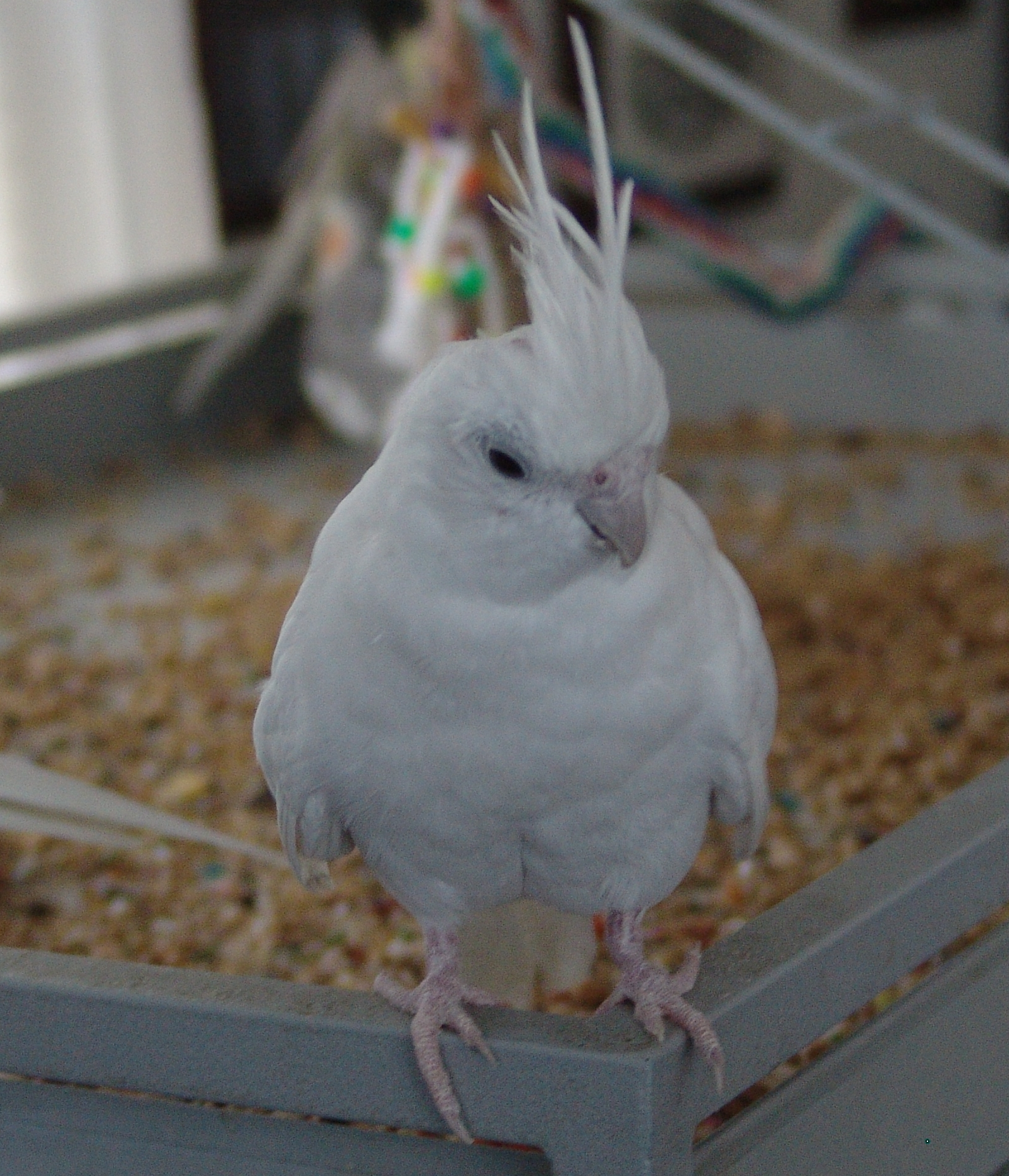
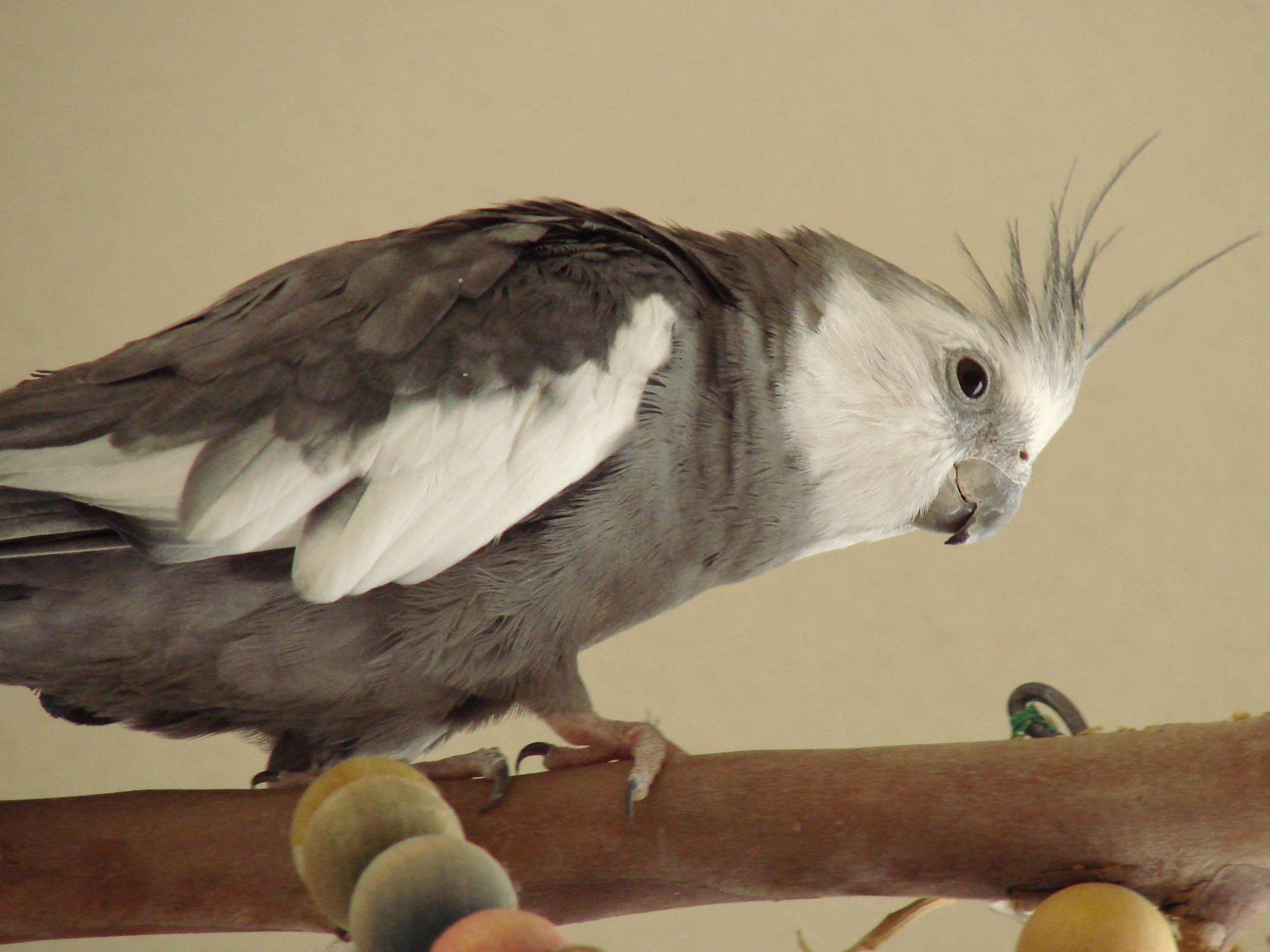
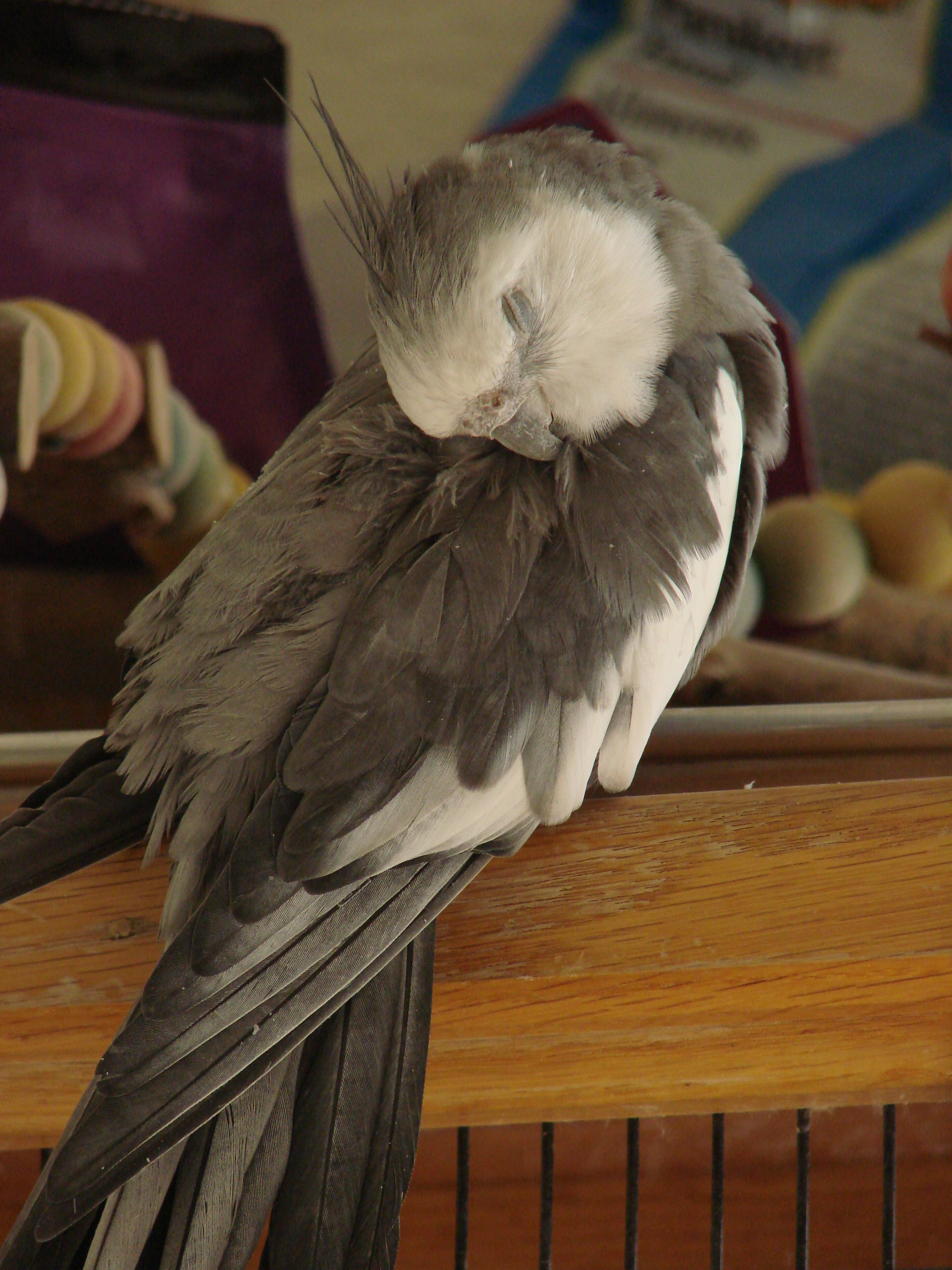
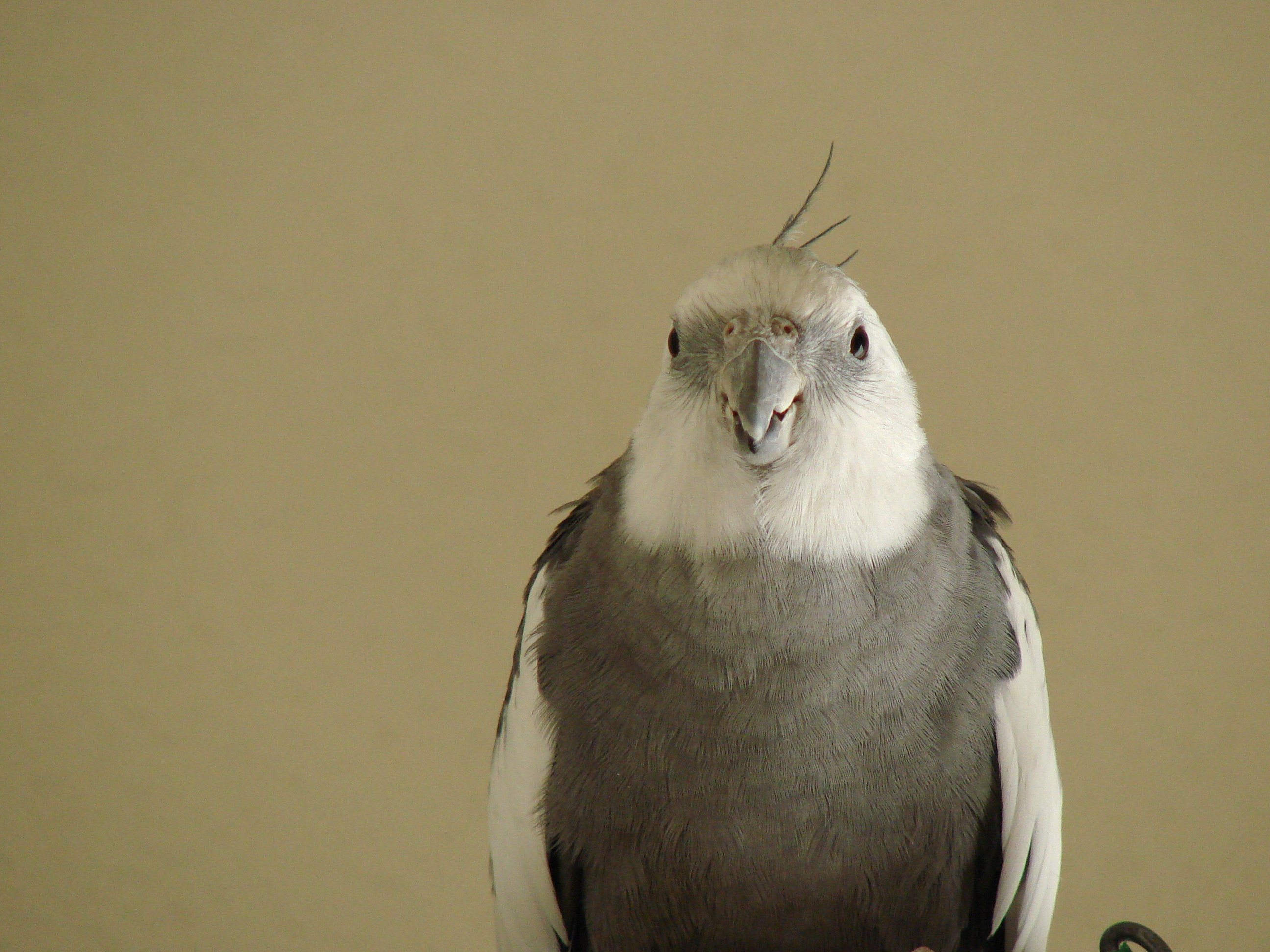
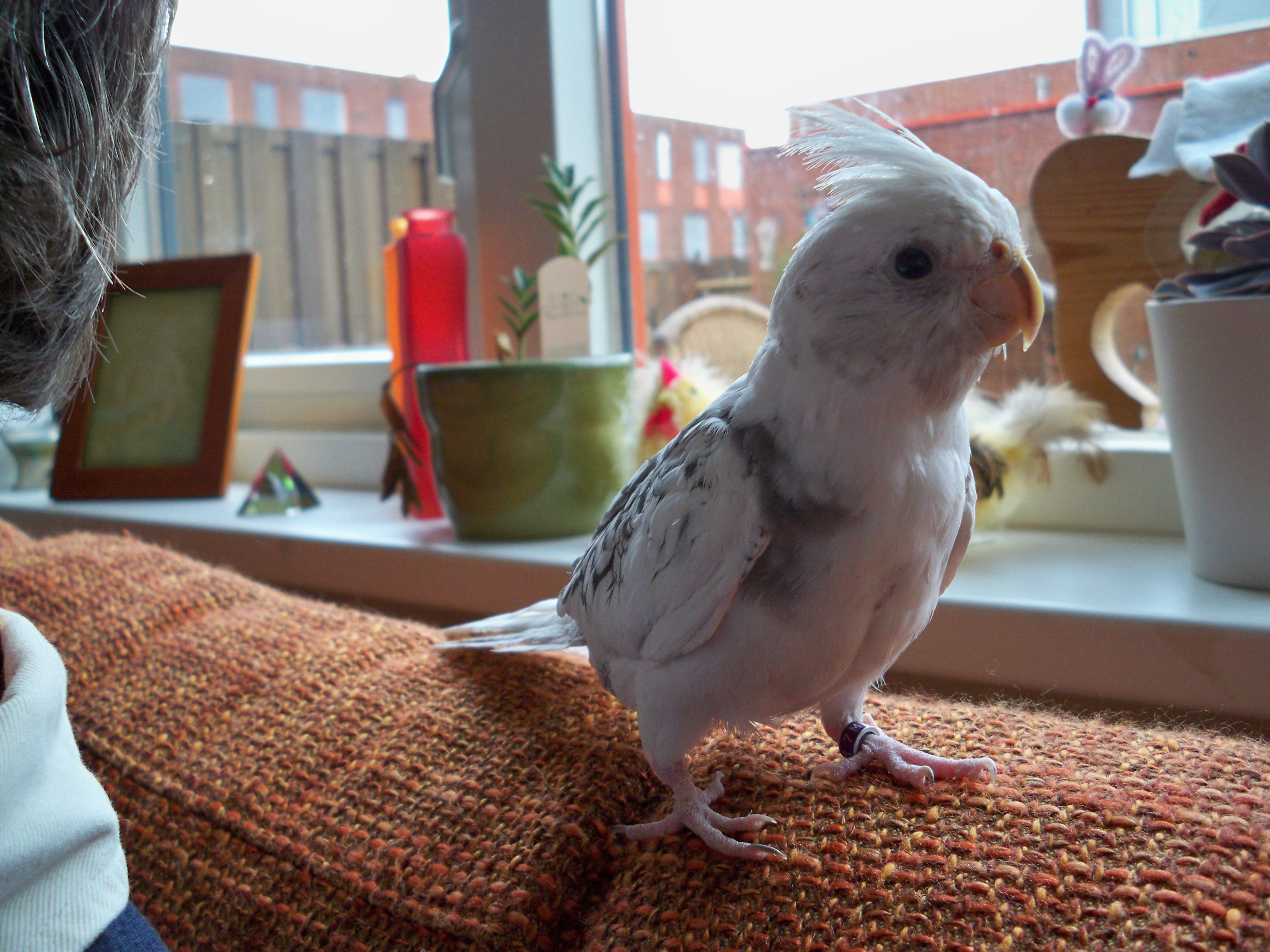
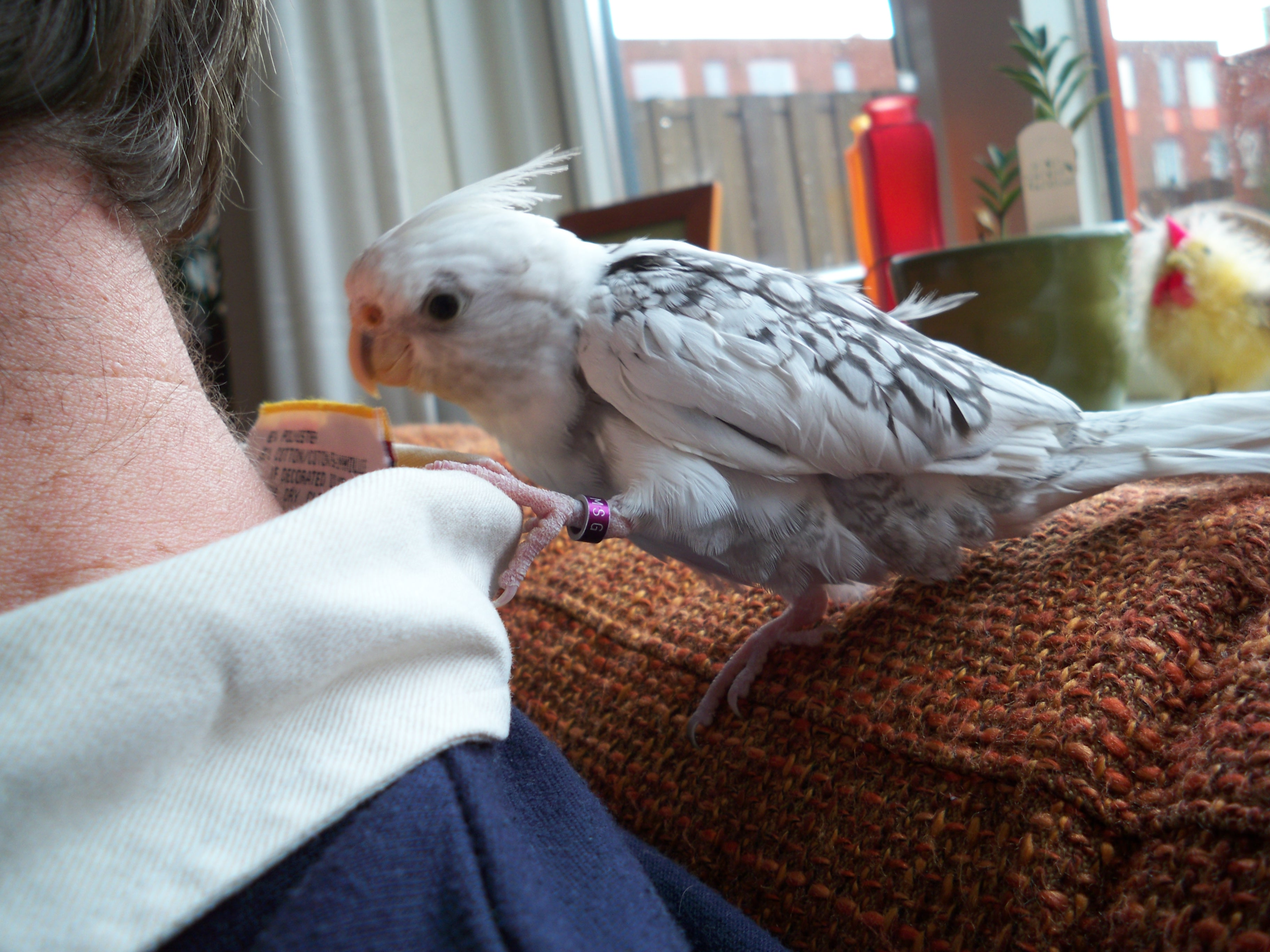
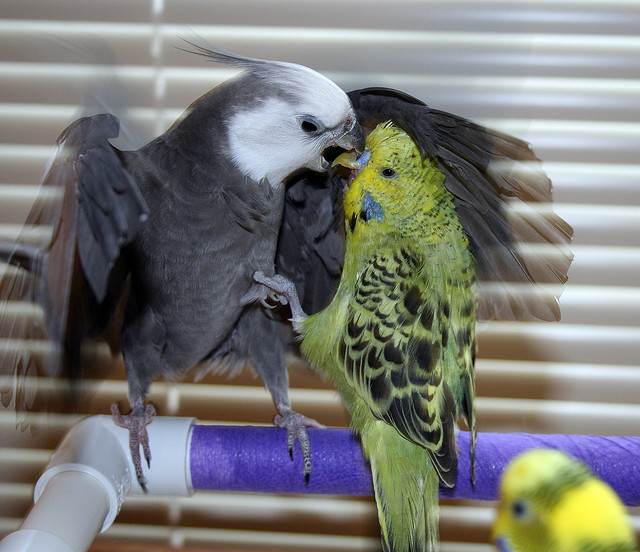

## الصوت
نفس صفات التغريدة لنفس النوع (كل الطفرات الجينية اللونية لها نفس التغريدة)